# Diecezja São Miguel Paulista
Diecezja São Miguel Paulista (łac. Dioecesis Sancti Michaëlis Paulinensis) – diecezja Kościoła rzymskokatolickiego w Brazylii. Należy do metropolii São Paulo wchodzi w skład regionu kościelnego Sul 1. Została erygowana przez papieża Jan Pawła II bullą Constat Metropolitanam w dniu 15 marca 1989.